# Zenomia alcisa
Zenomia alcisa är en fjärilsart som beskrevs av Paul Dognin 1914. Zenomia alcisa ingår i släktet Zenomia och familjen nattflyn. Inga underarter finns listade i Catalogue of Life.